# ديفيد راسيل هولم
ديفيد راسيل هولم (بالإنجليزية: David Russell Hulme)‏ هو موزع بريطاني، ولد في 19 يونيو 1951.

## وصلات خارجية
- ديفيد راسيل هولم على موقع ميوزك برينز (الإنجليزية)